# Danh sách báo điện tử tiếng Việt
Báo điện tử tiếng Việt là các loại hình báo điện tử (online) bằng tiếng Việt. Theo thông tin từ Bộ Thông tin và Truyền thông Việt Nam, tính đến năm 2022, cả nước Việt Nam hiện có: 127 cơ quan báo, 670 cơ quan tạp chí (có 327 tạp chí lý luận chính trị và khoa học, 72 tạp chí văn học nghệ thuật), 72 đài phát thanh, truyền hình (02 đài Trung ương, 64 đài địa phương, 5 đơn vị hoạt động truyền hình, Đài Truyền hình Kỹ thuật số VTC). Ngoài ra, còn có một số phiên bản tiếng Việt của các tờ báo quốc tế và báo điện tử của người Việt ở hải ngoại.
Tại Việt Nam, tờ báo trực tuyến đầu tiên là tờ tạp chí Quê hương điện tử ra đời vào năm 1997. Đây là tờ tạp chí của Ủy ban về người Việt Nam ở nước ngoài trực thuộc Bộ Ngoại giao Việt Nam, phát hành số đầu tiên vào ngày 6/2/1997, chính thức khai trương ngày 3/12/1997. Năm 1998, báo điện tử Vietnamnet ra đời; năm 1999, báo Lao động, báo Nhân dân điện tử ra đời.

## Báo, tạp chí điện tử trong nước
| Tên                                         | Cơ quan chủ quản                                  | Tổng biên tập                             | Tên miền | Giấy phép      |
| ------------------------------------------- | ------------------------------------------------- | ----------------------------------------- | --- | -------------- |
| Báo điện tử VOV                             | Đài Tiếng nói Việt Nam                            | Ngô Thiệu Phong                           | https://vov.vn/                                                                                              | 564/GP-BTTTT   |
| Báo Công an nhân dân                        | Bộ Công an                                        | Phạm Quang Khải                           | http://cand.com.vn/                                                                                          | 05/GP-BTTTT    |
| Tạp chí Kiểm sát                            | Viện Kiểm sát nhân dân tối cao                    | Nguyễn Đức Hạnh                           | https://kiemsat.vn                                                                                           | 326/GP-BTTTT   |
| Thời báo Tài chính Việt Nam                 | Bộ Tài chính                                      | Phạm Thu Phong                            | https://thoibaotaichinhvietnam.vn                                                                            | 160/GP-BTTTT   |
| Tạp chí Tài chính                           | Bộ Tài chính                                      | Phạm Văn Hoành                            | https://tapchitaichinh.vn                                                                                    | 552/GP-BTTTT   |
| Thời báo Ngân hàng                          | Ngân hàng Nhà nước Việt Nam                       | Hoàng Thanh Nhàn                          | https://thoibaonganhang.vn                                                                                   | 601/GP - BTTTT |
| Tạp chí Ngân hàng                           | Ngân hàng Nhà nước Việt Nam                       | Nguyễn Thị Thanh Bình (Phó TBT phụ trách) | https://tapchinganhang.gov.vn/                                                                               | 484/GP-BTTTT   |
| Tạp chí Tòa án nhân dân                     | Tòa án nhân dân tối cao                           | Trần Quốc Việt                            | https://tapchitoaan.vn/                                                                                      | 425/GP-BTTTT   |
| Tạp chí Bảo hiểm xã hội                     | Bảo hiểm Xã hội Việt Nam                          | Nguyễn Hải Hồng                           | http://tapchibaohiemxahoi.gov.vn                                                                             | 405/GP-BTTTT   |
| Báo Ảnh Việt Nam                            | Thông tấn xã Việt Nam                             | Nguyễn Thắng                              | https://vietnam.vnanet.vn                                                                                    | 18/GP-BTTTT    |
| Báo Thanh tra                               | Thanh tra Chính phủ                               | Nguyễn Tuấn Anh                           | https://thanhtra.com.vn/                                                                                     | 343/GP-BTTTT   |
| Tạp chí Thanh tra                           | Thanh tra Chính phủ                               | Nguyễn Văn Lương                          | http://thanhtravietnam.vn/                                                                                   | 599/GP-BTTTT   |
| Báo Quân đội Nhân dân                       | Tổng cục Chính trị, Bộ Quốc phòng                 | Đoàn Xuân Bộ                              | https://www.qdnd.vn                                                                                          | 508/GP - BTTTT |
| Báo Nông nghiệp Việt Nam                    | Bộ Nông nghiệp và Phát triển nông thôn            | Nguyễn Ngọc Thạch                         | http://nongnghiep.vn/                                                                                        | 167/GP - BTTTT |
| Báo Văn hóa                                 | Bộ Văn hóa, Thể thao và Du lịch                   | Nguyễn Anh Vũ                             | http://baovanhoa.vn                                                                                          | 422/GP-BTTTT   |
| Tạp chí Văn hóa nghệ thuật                  | Bộ Văn hóa, Thể thao và Du lịch                   | Hoàng Hà                                  | http://vanhoanghethuat.vn/                                                                                   | 544/GP-BTTTT   |
| Báo Giáo dục và Thời đại                    | Bộ Giáo dục và Đào tạo                            | Triệu Ngọc Lâm                            | https://giaoducthoidai.vn                                                                                    | 479/GP-BTTTT   |
| Báo Đại biểu nhân dân                       | Văn phòng Quốc hội                                | Phạm Thị Thanh Huyền                      | https://daibieunhandan.vn/                                                                                   | 392/GP-BTTTT   |
| Tạp chí điện tử Chất lượng Việt Nam         | Tổng cục Tiêu chuẩn Đo lường Chất lượng           | Trần Văn Dư                               | https://vietq.vn                                                                                             | 656/GP-BTTTT   |
| Tạp chí Quản lý thị trường                  | Tổng cục Quản lý thị trường                       | Nguyễn Minh Phương                        | https://qltt.vn                                                                                              | 260/GP-BTTTT   |
| Báo điện tử VTC News                        | ĐÀI TIẾNG NÓI VIỆT NAM                            | Ngô Văn Hải                               | https://vtcnews.vn                                                                                           | 382/GP-BTTTT   |
| Tạp chí Hải quan                            | Tổng cục Hải quan                                 | Vũ Thị Ánh Hồng                           | https://haiquanonline.com.vn                                                                                 | 459/GP-BTTTT   |
| Tạp chí Con số và Sự kiện                   | Tổng cục Thống kê                                 | Nguyễn Thị Thanh Hương                    | http://consosukien.vn/                                                                                       | 340/GP-BTTTT   |
| Báo Công Thương                             | Bộ Công Thương                                    | Nguyễn Văn Minh (Phó TBT phụ trách)       | https://congthuong.vn/                                                                                       | 456/GP-BTTTT   |
| Báo điện tử Tổ quốc                         | Bộ Văn hóa, Thể thao và Du lịch                   | Nguyễn Thị Hoàng Lan                      | https://toquoc.vn                                                                                            | 220/GP-BTTTT   |
| Báo Pháp luật Việt Nam                      | Bộ Tư pháp                                        | Vũ Hoài Nam                               | https://baophapluat.vn/                                                                                      | 303/GP-BTTTT   |
| Báo Đầu tư                                  | Bộ Kế hoạch và Đầu tư                             | Lê Trọng Minh                             | https://baodautu.vn                                                                                          | 541/GP-BTTTT   |
| Báo Tin tức                                 | Thông tấn xã Việt Nam                             | Ninh Hồng Nga                             | https://baotintuc.vn                                                                                         | 173/GP-BTTTT   |
| Báo Đấu thầu                                | Bộ Kế hoạch và Đầu tư                             | Đỗ Xuân Khánh                             | https://baodauthau.vn                                                                                        | 395/GP-BTTTT   |
| Báo Bảo vệ pháp luật                        | Viện kiểm sát nhân dân tối cao                    | Nguyễn Văn Thắng                          | http://baovephapluat.vn                                                                                      | 617/GP-BTTTT   |
| Tạp chí Thuế nhà nước                       | Tổng cục Thuế                                     | Đặng Thị Thanh Mai                        | https://thuenhanuoc.vn/                                                                                      | 339/GP-BTTTT   |
| Báo Thể thao & Văn hóa                      | Thông tấn xã Việt Nam                             | Lê Xuân Thành                             | https://thethaovanhoa.vn/                                                                                    | 321/GP-BTTTT   |
| Tạp chí Kinh tế và Dự báo                   | Viện Chiến lược phát triển, Bộ Kế hoạch và Đầu tư | Đỗ Thị Phương Lan                         | https://kinhtevadubao.vn/                                                                                    | 1667/GP-BTTTT  |
| Báo Giao thông                              | Bộ Giao thông vận tải                             | Nguyễn Thị Hồng Nga                       | https://baogiaothong.vn                                                                                      | 05/GP-BTTTT    |
| Tạp chí Giao thông vận tải                  | Bộ Giao thông vận tải                             | Nguyễn Văn Hường                          | https://tapchigiaothong.vn/                                                                                  | 499/GP-BTTTT   |
| Tạp chí Thông tin và Truyền thông           | Bộ Thông tin và Truyền thông                      | Trần Anh Tú (Phó TBT phụ trách)           | https://ictvietnam.vn                                                                                        | 317/GP-BTTTT   |
| Báo Dân tộc và Phát triển                   | Ủy ban Dân tộc                                    | Lê Công Bình                              | https://baodantoc.vn/                                                                                        | 468/GP-BTTTT   |
| Báo Hải quân Việt Nam                       | Bộ Tư lệnh Quân chủng Hải quân                    | Nguyễn Văn Toàn                           | https://baohaiquanvietnam.vn                                                                                 | 74/GP - BTTTT  |
| Báo ảnh Dân tộc và Miền núi                 | Thông tấn xã Việt Nam                             | Nguyễn Trọng Chính                        | https://dantocmiennui.vn                                                                                     | 226/GP-TTĐT    |
| Báo điện tử VietnamPlus                     | Thông tấn xã Việt Nam                             | Trần Tiến Duẩn                            | https://vietnamplus.vn                                                                                       | 1374/GP-BTTTT  |
| Tạp chí Công Thương                         | Bộ Công Thương                                    | Đặng Thị Ngọc Thu                         | https://tapchicongthuong.vn/                                                                                 | 232/GP-BTTTT   |
| Báo Thế giới và Việt Nam                    | Bộ Ngoại giao                                     | Nguyễn Trường Sơn                         | https://baoquocte.vn                                                                                         | 196/GP-BTTTT   |
| Báo VietNamNet                              | Bộ Thông tin và Truyền thông                      | Nguyễn Văn Bá                             | https://vietnamnet.vn                                                                                        | 09/GP - BTTTT  |
| Báo Điện tử Chính phủ                       | Cổng Thông tin điện tử Chính phủ                  | Nguyễn Hồng Sâm                           | http://baochinhphu.vn                                                                                        | 137/GP-BTTTT   |
| Báo Dân trí                                 | Bộ Lao động - Thương binh và Xã hội               | Phạm Tuấn Anh                             | https://dantri.com.vn/                                                                                       | 411/GP - BTTTT |
| Báo VnExpress                               | Bộ Khoa học và Công nghệ                          | Phạm Văn Hiếu                             | https://vnexpress.net                                                                                        | 06/GP-BTTTT    |
| Báo Sức khỏe và Đời sống                    | Bộ Y tế                                           | Trần Tuấn Linh                            | http://suckhoedoisong.vn/                                                                                    | 390/GP-BTTTT   |
| Báo Công lý                                 | Toà án Nhân dân Tối cao                           | Trần Đức Vinh                             | https://congly.vn                                                                                            | 52/GP-BTTTT    |
| Báo Xây dựng                                | Bộ Xây dựng                                       | Nguyễn Anh Dũng                           | https://baoxaydung.com.vn/                                                                                   | 559/GP-BTTTT   |
| Tạp chí Xây dựng                            | Bộ Xây dựng                                       | Nguyễn Thái Bình                          | https://tapchixaydung.vn/                                                                                    | 728/GP-BTTTT   |
| Tạp chí Giáo dục                            | Bộ Giáo dục và Đào tạo                            | Nguyễn Tiến Trung                         | https://tapchigiaoduc.edu.vn/                                                                                | 20/GP-TTĐT     |
| Tạp chí Tổ chức nhà nước                    | Bộ Nội vụ                                         | Trần Nghị                                 | https://tcnn.vn/                                                                                             | 427/GP-BTTTT   |
| Tạp chí Nông nghiệp và Phát triển nông thôn | Bộ Nông nghiệp và Phát triển nông thôn            | Nguyễn Thị Thanh Thủy                     | http://tapchikhoahocnongnghiep.vn/                                                                           | 32/GP-TTĐT     |
| Báo Kiểm toán                               | Kiểm toán Nhà nước                                | Nguyễn Thị Quỳnh Minh                     | http://baokiemtoan.vn/                                                                                       | 98/GP-BTTTT    |
| Tạp chí Nghiên cứu khoa học Kiểm toán       | Kiểm toán Nhà nước                                | Đỗ Hồng Công                              | http://khoahockiemtoan.vn http://khoahockiemtoan.com.vn http://khoahockiemtoan.org.vn http://kiemtoan.edu.vn | 514/GP-BTTTT   |
| Tạp chí An toàn thông tin                   | Ban Cơ yếu Chính phủ                              | Nguyễn Như Tuấn                           | http://antoanthongtin.vn http://antoanthongtin.gov.vn                                                        | 481/GP-BTTTT   |
| Tạp chí Khoa học và Công nghệ Việt Nam      | Bộ Khoa học và Công nghệ                          | Nguyễn Thị Hương Giang                    | https://vjst.vn/                                                                                             | 459/GP-BTTTT   |
| Báo Tài nguyên và Môi trường                | Bộ Tài nguyên và Môi trường                       | Hoàng Mạnh Hà                             | https://baotainguyenmoitruong.vn                                                                             | 100/GP-BTTTT   |
| Tạp chí Tài nguyên và Môi trường            | Bộ Tài nguyên và Môi trường                       | Đào Xuân Hưng                             | http://www.tainguyenvamoitruong.vn/                                                                          | 480/GP-BTTTT   |
| Báo điện tử VTV                             | Đài Truyền hình Việt Nam                          | Vũ Thanh Thủy                             | https://vtv.vn                                                                                               | 483/GP-BTTTT   |

| Tên                                          | Cơ quan chủ quản                                              | Tổng biên tập                                           | Tên miền                                                                                                | Giấy phép      |
| -------------------------------------------- | ------------------------------------------------------------- | ------------------------------------------------------- | --- | -------------- |
| Báo Đại Đoàn Kết                             | Mặt trận Tổ quốc Việt Nam                                     | Trương Thị Ngọc Ánh (Phó Chủ tịch UBTWMTTQVN phụ trách) | http://daidoanket.vn                                                                                    | 586/GP-BTTTT   |
| Báo Lao Động                                 | Tổng Liên đoàn Lao động Việt Nam                              | Nguyễn Ngọc Hiển                                        | https://laodong.vn/                                                                                     | 346/GP-BTTTT   |
| Báo Nhân Dân                                 | Ban Chấp hành Trung ương Đảng Cộng sản Việt Nam               | Lê Quốc Minh                                            | https://nhandan.vn                                                                                      | 79/GP-BTTTT    |
| Báo điện tử Đảng Cộng sản Việt Nam           | Ban Tuyên giáo Trung ương Đảng Cộng sản Việt Nam              | Nguyễn Công Dũng                                        | https://dangcongsan.vn                                                                                  | 373/GP-BTTTT   |
| Báo Thanh Niên                               | Hội Liên hiệp Thanh niên Việt Nam                             | Nguyễn Ngọc Toàn                                        | https://thanhnien.vn/                                                                                   | 110/GP - BTTTT |
| Báo Phụ nữ Việt Nam                          | Hội Liên hiệp Phụ nữ Việt Nam                                 | Nguyễn Thục Hạnh                                        | https://phunuvietnam.vn/                                                                                | 677/GP - BTTTT |
| Báo Tri thức và Cuộc sống                    | Liên hiệp các Hội Khoa học và Kỹ thuật Việt Nam               | Nguyễn Thị Mai Hương                                    | https://kienthuc.net.vn https://trithuccuocsong.vn Lưu trữ ngày 2 tháng 12 năm 2021 tại Wayback Machine | 536/GP-BTTTT   |
| Báo Tiền Phong                               | Đoàn Thanh niên Cộng sản Hồ Chí Minh                          | Lê Xuân Sơn                                             | https://tienphong.vn                                                                                    | 76/GP-BTTTT    |
| Tạp chí Bóng đá                              | Liên đoàn Bóng đá Việt Nam                                    | Nguyễn Tùng Điển                                        | https://bongdaplus.vn                                                                                   | 48/GP-BTTTT    |
| Tạp chí Lao động và Công đoàn                | Tổng Liên đoàn Lao động Việt Nam                              | Trần Duy Phương                                         | https://laodongcongdoan.vn                                                                              | 182/GP-BTTTT   |
| Tạp chí Phụ nữ Mới                           | Hội Nữ trí thức Việt Nam                                      | Phạm Thanh Hà                                           | https://phunumoi.net.vn/                                                                                | 354/GP-BTTTT   |
| Tạp chí điện tử Người đưa tin                | Hội Luật gia Việt Nam                                         | Nguyễn Tiến Thanh                                       | http://www.nguoiduatin.vn/                                                                              | 80/GP-BTTTT    |
| Tạp chí Diễn đàn doanh nghiệp                | Liên đoàn Thương mại và Công nghiệp Việt Nam                  | Nguyễn Linh Anh (Phó TBT phụ trách)                     | https://diendandoanhnghiep.vn                                                                           | 58/GP-BTTTT    |
| Tạp chí Tin học & Đời sống                   | Hội Tin học Việt Nam                                          | Đinh Duy Hợi                                            | https://congnghevadoisong.vn                                                                            | 311/GP-BTTTT   |
| Tạp chí Một thế giới                         | Hội Thông tin Khoa học và Công nghệ Việt Nam                  | Hoàng Đại Thanh                                         | https://1thegioi.vn/                                                                                    | 77/GP-BTTTT    |
| Tạp chí điện tử Nhịp sống thị trường         | Hội Thẩm định giá Việt Nam                                    | Nguyễn Thế Hào                                          | https://markettimes.vn                                                                                  | 535/GP-BTTTT   |
| Tạp chí Thang máy                            | Hiệp hội Thang máy Việt Nam                                   | Phạm Xuân Khánh                                         | https://tapchithangmay.vn                                                                               | 510/GP-BTTTT   |
| Tạp chí Tài chính doanh nghiệp               | Hội Tư vấn Thuế Việt Nam                                      | Hà Khắc Minh                                            | https://taichinhdoanhnghiep.net.vn                                                                      | 249/GP-BTTTT   |
| Tạp chí Kinh tế Việt Nam                     | Hội Khoa học Kinh tế Việt Nam                                 | Chử Văn Lâm                                             | https://vneconomy.vn                                                                                    | 272/GP-BTTTT   |
| Thời báo Văn học nghệ thuật                  | Liên hiệp các Hội Văn học nghệ thuật Việt Nam                 | Hoàng Dự                                                | https://www.arttimes.vn/                                                                                | 173/GP-BTTTT   |
| Báo Nhà báo và Công luận                     | Hội Nhà báo Việt Nam                                          | Lê Trần Nguyên Huy (Quyền)                              | https://congluan.vn                                                                                     | 550/GP-BTTTT   |
| Tạp chí Thời đại                             | Liên hiệp các tổ chức hữu nghị Việt Nam                       | Lê Quang Thiện                                          | https://thoidai.com.vn                                                                                  | 73/GP-BTTTT    |
| Tạp chí điện tử Kinh tế Chứng khoán Việt Nam | Hiệp hội Kinh doanh chứng khoán Việt Nam                      | Nguyễn Viết Việt                                        | https://kinhtechungkhoan.vn                                                                             | 62/GP-BTTTT    |
| Tạp chí Nhân đạo                             | Hội Chữ thập đỏ Việt Nam                                      | Nguyễn Thu Trang                                        | https://nhandaoonline.vn                                                                                | 476/GP-BTTTT   |
| Tạp chí Chất lượng và Cuộc sống              | Hội Khoa học và Kỹ thuật về Tiêu chuẩn và Chất lượng Việt Nam | Đặng Thị Kim Hiên                                       | https://chatluongvacuocsong.vn                                                                          | 70/GP-BTTTT    |
| Tạp chí điện tử Giáo dục Việt Nam            | Hiệp hội các Trường đại học, cao đẳng Việt Nam                | Nguyễn Tiến Bình                                        | https://giaoduc.net.vn                                                                                  | 74/GP-BTTTT    |
| Tạp chí Mekong - ASEAN                       | Hội Phát triển Hợp tác Kinh tế Việt Nam - ASEAN               | Nguyễn Hà Thắng                                         | https://mekongasean.vn                                                                                  | 49/GP-BTTTT    |
| Tạp chí điện tử Tri thức                     | Hội Xuất bản Việt Nam                                         | Lâm Quang Hiếu (Phó TBT phụ trách)                      | https://znews.vn                                                                                        | 75/GP-BTTTT    |
| Tạp chí Thương hiệu và Công luận             | Hiệp hội Chống hàng giả và Bảo vệ người tiêu dùng Việt Nam    | Vũ Đức Thuận                                            | https://thuonghieucongluan.com.vn                                                                       | 64/GP-BTTTT    |
| Tạp chí Thương hiệu và Sản phẩm              | Hội Khoa học các sản phẩm thiên nhiên Việt Nam                | Nguyễn Viết Hưng                                        | https://thuonghieusanpham.vn                                                                            | 106/GP-BTTTT   |
| Tạp chí Sức khỏe+                            | Hiệp hội Thực phẩm chức năng Việt Nam                         | Vi Quang Đạo                                            | https://suckhoecong.vn                                                                                  | 496/GP-BTTTT   |
| Tạp chí Doanh nghiệp Việt Nam                | Hiệp hội Doanh nghiệp Khoa học và Công nghệ Việt Nam          | Phan Huy Hiền                                           | https://doanhnghiepvn.vn                                                                                | 512/GP-BTTTT   |
| Tạp chí Doanh nghiệp và Hội nhập             | Hiệp hội Doanh nghiệp nhỏ và vừa Việt Nam                     | Nguyễn Thị Lan Hương                                    | https://doanhnghiephoinhap.vn                                                                           | 452/GP-BTTTT   |
| Tạp chí Kinh tế và Đồ uống                   | Hiệp hội Chè Việt Nam                                         | Nguyễn Quốc Hùng                                        | https://kinhtedouong.vn                                                                                 | 71/GP-BTTTT    |
| Tạp chí điện tử Thương hiệu và Pháp luật     | Hội Nghệ nhân và Thương hiệu Việt Nam                         | Nguyễn Văn Bình                                         | https://thuonghieuvaphapluat.vn                                                                         | 574/GP-BTTTT   |
| Tạp chí Sức khỏe cộng đồng                   | Hội Giáo dục Chăm sóc sức khỏe cộng đồng Việt Nam             | Vương Văn Việt                                          | https://suckhoecongdongonline.vn                                                                        | 52/GP-BTTTT    |
| Tạp chí Nhà đầu tư                           | Hiệp hội Doanh nghiệp đầu tư nước ngoài                       | Nguyễn Anh Tuấn                                         | https://nhadautu.vn                                                                                     | 494/GP-BTTTT   |
| Tạp chí Đầu tư tài chính                     | Hiệp hội Tư vấn Tài chính Việt Nam                            | Hoàng Anh Minh                                          | https://vietnamfinance.vn                                                                               | 499/GP-BTTTT   |
| Tạp chí Doanh nghiệp và Tiếp thị             | Hội Marketing Việt Nam                                        | Hoàng Xuân Lâm                                          | https://doanhnghieptiepthi.vn                                                                           | 72/GP-BTTTT    |
| Báo điện tử Dân Việt                         | Hội Nông dân Việt Nam                                         | Lưu Quang Định                                          | https://danviet.vn                                                                                      | 115/GP-BTTTT   |
| Tạp chí Nông thôn mới                        | Hội Nông dân Việt Nam                                         | Nguyễn Thị Thanh Huyền                                  | https://tapchinongthonmoi.vn                                                                            | 660/GP-BTTTT   |
| Báo Văn nghệ                                 | Hội Nhà văn Việt Nam                                          | Khuất Quang Thụy                                        | http://baovannghe.com.vn                                                                                | 207/GP-BTTTT   |
| Tạp chí Thế giới di sản                      | Hội Di sản văn hóa Việt Nam                                   | Trần Đăng Khoa                                          | http://thegioidisan.vn                                                                                  | 70/GP-BTTTT    |
| Tạp chí điện tử Ngày mới                     | Hội Người cao tuổi Việt Nam                                   | Lê Quang                                                | https://ngaymoionline.com.vn                                                                            | 47/GP-BTTTT    |
| Tạp chí điện tử PetroTimes                   | Hội Dầu khí Việt Nam                                          | Phạm Thuận Thiên                                        | https://petrotimes.vn                                                                                   | 50/GP-BTTTT    |
| Tạp chí Thương gia                           | Hiệp hội Phát triển hàng tiêu dùng Việt Nam                   | Nguyễn Thùy Dương                                       | https://thuonggiaonline.vn                                                                              | 535/GP-BTTTT   |
| Tạp chí Kinh doanh và Biên mậu               | Hiệp hội Thương nhân kinh doanh biên mậu Việt Nam             | Phạm Bá Dục                                             | https://kinhdoanhvabienmau.vn/                                                                          | 450/GP-BTTTT   |
| Tạp chí Điện tử và Ứng dụng                  | Hội Vô tuyến - Điện tử Việt Nam                               | Trần Minh Tuấn                                          | https://dientungaynay.vn https://dientuungdung.vn                                                       | 360/GP-BTTTT   |
| Tạp chí Truyền thống và Phát triển           | Viện nghiên cứu Truyền thống và Phát triển                    | Đỗ Thị Kim Anh                                          | https://www.doithoaiphattrien.vn/                                                                       | 575/GP-BTTTT   |

| Tên                                       | Cơ quan chủ quản                                    | Tổng biên tập                     | Trang web                                                                       | Giấy phép      |
| ----------------------------------------- | --------------------------------------------------- | --------------------------------- | ------------------------------------------------------------------------------- | -------------- |
| Tạp chí Lý luận chính trị và Truyền thông | Học viện Báo chí và Tuyên truyền                    | Nguyễn Thị Trường Giang           | https://lyluanchinhtrivatruyenthong.vn/                                         | 213/GP-BTTTT   |
| Tạp chí điện tử Thanh niên Việt           | Học viện Thanh thiếu niên Việt Nam                  | Nguyễn Toàn Thắng                 | https://thanhnienviet.vn/                                                       | 185/GP - BTTTT |
| Tạp chí Nghe nhìn Kinh tế Việt Nam        | Viện Thông tin kinh tế và Phát triển                | Trịnh Hoà Bình                    | https://nghenhinvietnam.vn Lưu trữ ngày 28 tháng 2 năm 2022 tại Wayback Machine | 142/GP-TTĐT    |
| Tạp chí điện tử VnMedia                   | Tập đoàn Bưu chính Viễn thông Việt Nam              | Nguyễn Tất Hồng Dương             | https://vnmedia.vn/                                                             | 15/GP-BTTTT    |
| Tạp chí Văn hiến Việt Nam                 | Viện nghiên cứu bảo tồn và phát huy văn hóa dân tộc | Nguyễn Thế Khoa                   | https://vanhienplus.vn                                                          | 249/GP-BTTTT   |
| Tạp chí điện tử Văn hóa và Phát triển     | Viện nghiên cứu Văn hóa và Phát triển               | Phạm Việt Long                    | https://vanhoavaphattrien.vn                                                    | 247/GP- BTTTT  |
| Tạp chí Pháp lý                           | Viện Khoa học Pháp lý và Kinh doanh Quốc tế         | Lê Thị Mai Phương                 | https://phaply.net.vn                                                           | 107/GP-BTTTT   |
| Tạp chí Pháp luật và Phát triển           | Viện nghiên cứu Pháp luật và Kinh tế ASEAN          | Lê Hồng Hạnh                      | http://phapluatphattrien.vn                                                     | 168/GP-BTTTT   |
| Tạp chí Ô tô - Xe máy Việt Nam            | Viện Ứng dụng Công nghệ Môi trường Đô thị           | Bùi Vĩnh Kiên (Phó TBT phụ trách) | https://otoxemay.vn                                                             | 316/GP-BTTTT   |

| Tên                                    | Cơ quan chủ quản                                           | Tổng biên tập                                    | Trang web                       | Giấy phép     |
| -------------------------------------- | ---------------------------------------------------------- | ------------------------------------------------ | ------------------------------- | ------------- |
| Báo Pháp luật Thành phố Hồ Chí Minh    | Ủy ban Nhân dân Thành phố Hồ Chí Minh                      | Mai Ngọc Phước                                   | http://plo.vn                   | 636/GP-BTTTT  |
| Báo Hà Nội mới                         | Đảng bộ Đảng Cộng sản Việt Nam Thành phố Hà Nội            | Nguyễn Minh Đức                                  | http://hanoimoi.com.vn          | 122/GP-BTTTT  |
| Báo Sài Gòn Giải Phóng                 | Đảng bộ Đảng Cộng sản Việt Nam Thành phố Hồ Chí Minh       | Tăng Hữu Phong                                   | http://www.sggp.org.vn/         | 311/GP-BTTTT  |
| Báo Người Lao Động                     | Đảng bộ Đảng Cộng sản Việt Nam Thành phố Hồ Chí Minh       | Tô Đình Tuân                                     | https://nld.com.vn/             | 115/GP- BTTTT |
| Báo Tuổi trẻ Thành phố Hồ Chí Minh     | Đoàn Thanh niên Cộng sản Hồ Chí Minh Thành phố Hồ Chí Minh | Lê Thế Chữ                                       | https://tuoitre.vn/             | 09/GP-BTTTT   |
| Báo Tuổi trẻ Thủ đô                    | Đoàn Thanh niên Cộng sản Hồ Chí Minh Thành phố Hà Nội      | Nguyễn Mạnh Hưng                                 | https://tuoitrethudo.com.vn/    | 536/GP-BTTTT  |
| Tạp chí Người Hà Nội                   | Hội Liên hiệp Văn học Nghệ thuật Hà Nội                    | Vương Minh Huệ                                   | http://nguoihanoi.com.vn/       | 359/GP-BTTTT  |
| Tạp chí Kinh tế Sài Gòn                | Ủy ban Nhân dân Thành phố Hồ Chí Minh                      | Trần Minh Hùng                                   | https://thesaigontimes.vn/      | 133/GP-BTTTT  |
| Tạp chí Doanh nhân Sài Gòn             | Ủy ban Nhân dân Thành phố Hồ Chí Minh                      | Trần Hoàng                                       | https://doanhnhansaigon.vn/     | 33/GP-BTTTT   |
| Tạp chí Du lịch Thành phố Hồ Chí Minh  | Ủy ban Nhân dân Thành phố Hồ Chí Minh                      | Nguyễn Thị Thu Hà                                | https://tcdulichtphcm.vn        | 27/GP - BTTTT |
| Báo Kinh tế và Đô thị                  | Ủy ban Nhân dân Thành phố Hà Nội                           | Nguyễn Thành Lợi                                 | https://kinhtedothi.vn          | 2611/GP-BTTTT |
| Tạp chí Giáo dục Thành phố Hồ Chí Minh | Ủy ban Nhân dân Thành phố Hồ Chí Minh                      | Nguyễn Thanh Tú                                  | https://giaoduc.edu.vn          | 47/GP-BTTTT   |
| Báo Lao động Thủ đô                    | Liên đoàn Lao động Thành phố Hà Nội                        | Lê Thị Bích Ngọc                                 | https://laodongthudo.vn/        | 247/GP-BTTTT  |
| Báo Phụ nữ Thủ đô                      | Hội Liên hiệp Phụ nữ Thành phố Hà Nội                      | Lê Quỳnh Trang                                   | https://baophunuthudo.vn/       | 699/GP-BTTTT  |
| Báo Phụ nữ Thành phố Hồ Chí Minh       | Đảng bộ Đảng Cộng sản Việt Nam Thành phố Hồ Chí Minh       | Lý Việt Trung                                    | https://www.phunuonline.com.vn/ | 63/GP-BTTTT   |
| Báo Quốc phòng Thủ đô                  | Bộ Tư lệnh Thủ đô Hà Nội                                   | Phan Thái Hồng                                   | http://quocphongthudo.vn/       | 674/GP-BTTTT  |
| Báo Giác Ngộ                           | Thành hội Phật giáo Việt Nam Thành phố Hồ Chí Minh         | TT. Thích Tâm Hải (tên khai sinh Nguyễn Đức Sơn) | https://giacngo.vn/             | 389/GP-BTTTT  |
| Báo Sơn La                             | Đảng bộ Đảng Cộng sản Việt Nam Thành phố Sơn La            | Lã Minh Tuấn                                     | https://baosonla.org.vn/        | 723/GP-BTTTT  |

## Hải ngoại
Ở nước ngoài, các báo tiếng Việt có trụ sở ở nhiều nước khác nhau nhưng phát triển mạnh nhất ở Hoa Kỳ.

### Phiên bản tiếng Việt
- Báo BBC tiếng Việt (BBC Việt Ngữ) của Anh
- Báo VOA tiếng Việt (VOA Việt Ngữ) của Hoa Kỳ
- Báo RFA tiếng Việt của Hoa Kỳ
- Báo RFI (Đài phát thanh quốc tế Pháp) tiếng Việt của Pháp
- Báo Sputnik Việt Nam - Tiếng nói nước Nga của Liên Bang Nga (địa chỉ: https://sputniknews.vn/)
- Báo CRI tiếng Việt của Trung Quốc: CRI website.
- Báo RTI tiếng Việt của Đài phát thanh Đài Loan: RTI website Lưu trữ ngày 9 tháng 3 năm 2008 tại Wayback Machine.
- Báo KBS tiếng Việt của Đài truyền hình Hàn Quốc: KBS website.
- Báo Đại Kỷ Nguyên (The Epoch Times) phiên bản tiếng Việt - cơ quan ngôn luận không chính thức của Pháp Luân Công.

### Người Việt hải ngoại
- Người Việt
- Viet Weekly
- Việt Mercury
- KBC Hải Ngoại
- Phố Bolsa TV
- Nhật báo Viễn Đông
- Việt Báo tại California
- SBTN
- Calitoday
- KAXT-CD
- Việt Luận
- Dân Việt tiếng Việt ở Úc
- Talawas